# 埃因霍温
埃因霍温（荷蘭語：Eindhoven，發音：[ˈɛintˌɦoːvə(n)] ⓘ）又译埃因霍芬、恩荷芬、安多芬、艾恩德霍芬、愛因荷芬，是一个位于荷蘭南部北布拉邦省的市镇，是荷蘭的第五大城市。埃因霍温是欧洲领先的科技中心之一，地处西欧悠久科技中心的战略位置，在科技领域排名第一，一个多世纪以来一直是飞利浦電子研究和发展设施的基地。

## 历史
1232年，埃因霍温從布拉班特公爵亨利一世獲得了城市權利。最初是作為荷蘭和列日間的中途站而興起。
19世紀的工業革命為城鎮提供了重要的增長動力，當時修建了道路、鐵路和運河大幅改善交通狀況。1891年飛利浦公司於埃因霍温成立，並在該市建立了電器製造基地，城市發展迅速。20世紀初，包括卡車在內的汽車製造業開始興起，DAF卡車也在該鎮成立，這時埃因霍温的產業發展逐漸由傳統的煙草業和紡織業轉變為電器產業。
埃因霍温於第二次世界大戰期間遭受嚴重摧毀，因此市內現存的歷史建築較少。城市於戰後重建，今日依然是荷蘭的科技重鎮。

## 政治党派
在2006年3月7日市政选举之后，埃因霍温市议会总共45席的分布情况如下：
- 荷兰工党PvdA - 14席（增5席，和2002年市政选举结果相比较）
- 荷兰基督教民主联盟CDA - 7席（少2席）
- 荷兰社会党SP -  6席（增3席）
- 自由民主人民党VVD -  6席（持平）
- 左派绿党GL -  3席（持平）
- 埃因霍温安居党Leefbaar -  3席（少6席）
- 埃因霍温OuderenAppel党 -  2席（持平）
- 66民主党D'66 - 1席（少2席）
- 城市党Stadspartij -  1席（持平）
- 基督教同盟CU -  1席（增1席）
- 弗杜恩党Lijst Pim Fortuyn -  1席（增1席）

2006年4月，荷兰工党，荷兰社会党和荷兰基督教民主联盟组成政党联盟。他们一共取得了市议会45席中的27席。

## 文化
埃因霍温理工大学的学生和毕业生给埃因霍温带来了年轻的群体。
埃因霍温拥有充满生机的文化景象。出门可以看到在Market广场, Stratumseind（Stratum's End）, Dommelstraat, Wilhelmina广场看到大量的酒吧，贯穿了整个城市。
埃因霍温所举行的大型节日：
- 嘉年华，（2月）
- STRP节，关于艺术，科技和大众文化交汇点的节日（3月）
- 国王日，国庆日（4月）
- Fiesta del Sol, street- and music acts （6月）
- Pro Tour, international cycling tour（6月）
- Park Hilaria, fun fair （8月）
- Reggae Sundance, reggae festival （8月）
- Jazz in Lighttown, jazz festival （8月）
- Lichtjesroute,15-miles tour of light-ornaments, commemorating the liberation of Eindhoven（9月）
- 埃因霍温马拉松赛，（10月）
- 荷兰设计周, international design festival （10月）

范·阿贝美术馆收集了现代和当代艺术，其中包括巴伯罗·毕加索和马克·夏卡尔的作品。

## 交通运输

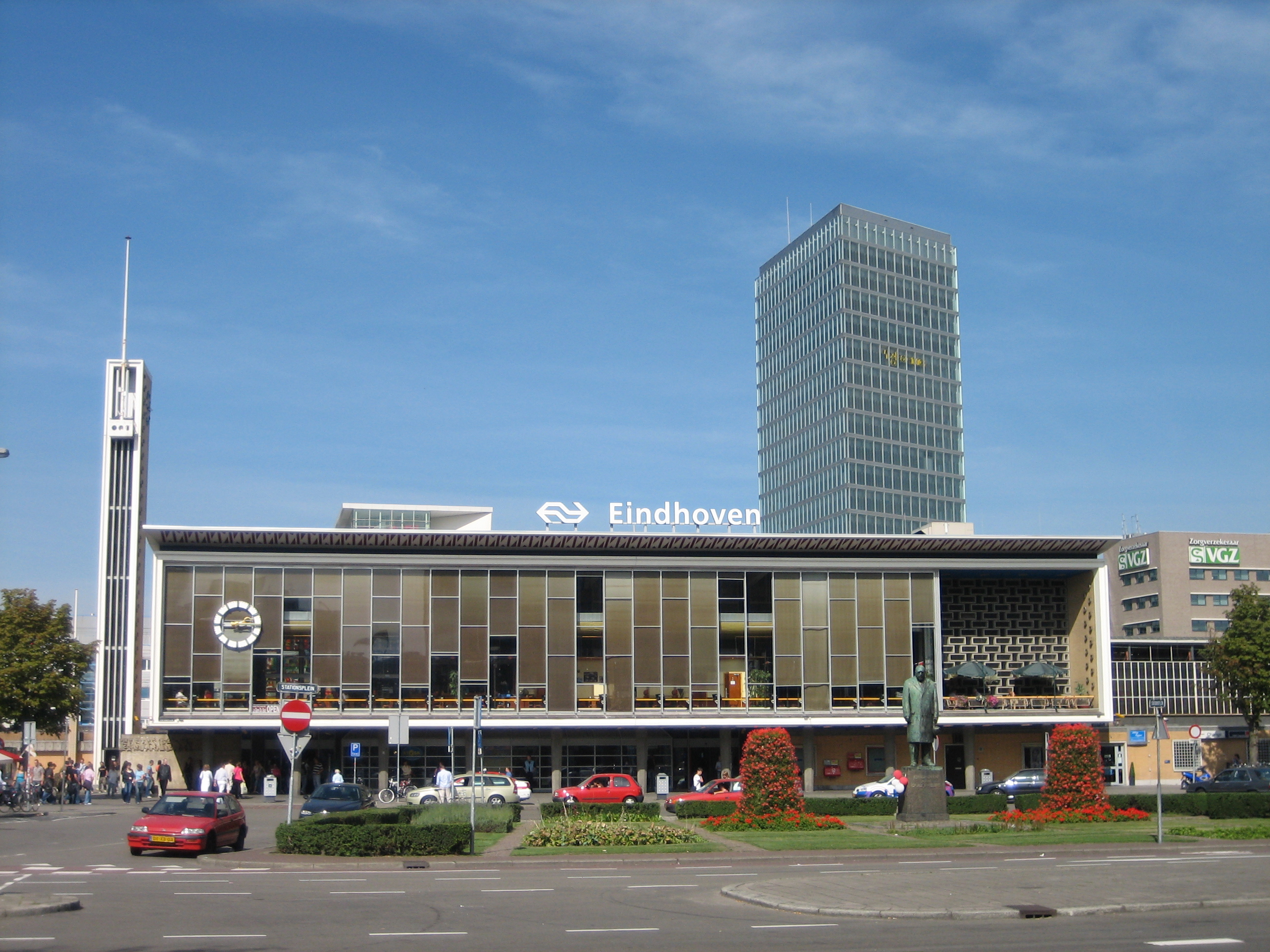
埃因霍温中央車站

埃因霍温中央車站是一个鐵路枢纽站，连接以下地区：
- 蒂尔堡 - 布雷达 - 鹿特丹 - 代尔夫特 - 海牙
- 斯海尔托亨博斯 - 乌得勒支 - 阿姆斯特丹 - 阿尔克马尔/恩克赫伊曾
- 斯海尔托亨博斯 - 乌得勒支 - 阿姆斯特丹南站/WTC - 斯希普霍尔机场
- 海尔蒙德 - 芬洛
- 韦尔特 - 鲁尔蒙德 - 锡塔德 - 马斯特里赫特/海尔伦

直到第二次世界大战，火车服务间接了从阿姆斯特丹到列日经过埃因霍温和法尔肯斯瓦德（Valkenswaard），但是这条火车线路随后中断，线路被拆散。近期据说有意恢复从埃因霍温中转韦尔特到比利时内佩尔特的火车线路。
埃因霍温机场是最靠近城市的飞机场。航班有荷兰皇家航空Cityhopper飞往伦敦希思罗机场和瑞安航空公司提供前往伦敦斯坦斯特德机场，都柏林，罗马，米兰，比萨，马赛和巴塞罗纳等多条航线。另外，廉价航空公司WizzAir和Transavia.com提供前往欧洲各地城市的廉价航班。A2国道从阿姆斯特丹通往马斯特里赫特，途经埃因霍温城的西部和南部。A2国道在这里连接A58公路，可以通往蒂尔堡和布雷达还有A67/E34公路连通安特卫普。在2006年，A50公路连接埃因霍温前往奈梅亨和兹沃勒的路段贯通。

## 城市体育

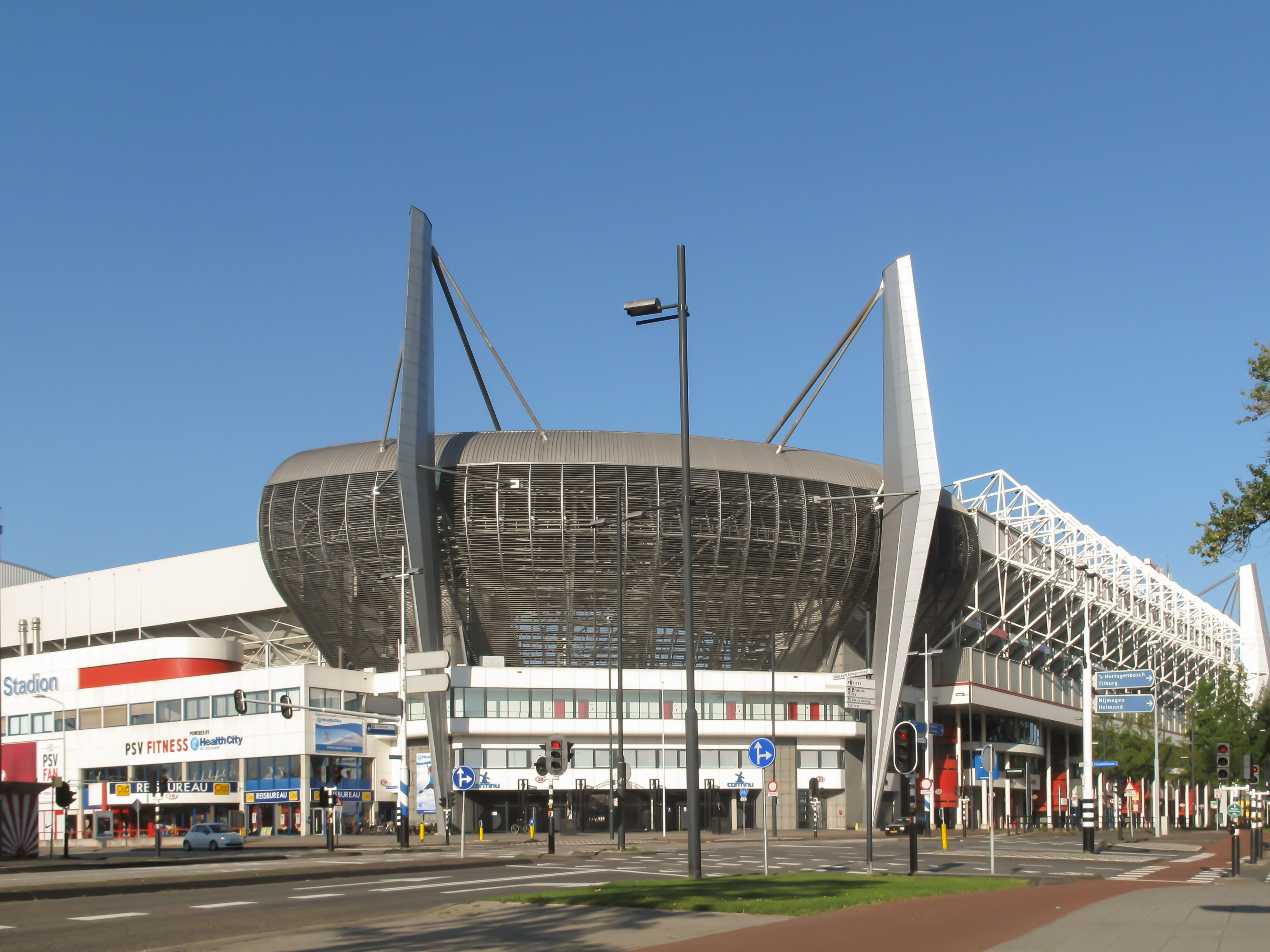
飞利浦大球场為飞利浦埃因霍温足球俱乐部的主場

- 飞利浦埃因霍温足球俱乐部是城市最重要的足球俱乐部。球队的主场在飞利浦大球场，球队是荷兰最高级别联赛荷兰足球甲级联赛最出色的球队之一。其他职业俱乐部还包括FC埃因霍温，这支球队目前属于荷兰足球乙级联赛。

- 曲棍球在这个城市中拥有3间大型俱乐部，其中Oranje Zwart是最出名的一间。

- 从1990年起，埃因霍温市承办一年一度的埃因霍温马拉松赛。

- 埃因霍温是三届奥运会游泳冠军彼得·范登·霍亨班德（Pieter van den Hoogenband）平日的训练基地所在地，他以他长期的教练和朋友Jacco Verhaeren的名义重新装修了De Tongelreep游泳综合馆。

## 出生在埃因霍温的名人
- 弗里茨·飞利浦（1905-2005），商人，飞利浦公司第四任总裁
- 胡戈·勃兰特·科斯蒂乌斯（1935-2014），作家
- 彼得·库勒韦因（Peter Koelewijn，1940），音乐家
- 扬·德邦特（1943），电影大导演
- 扬·博伦（Jan Borren，1947），曲棍球运动员和教练
- 阿图尔·博伦（Arthur Borren，1949），曲棍球运动员
- 伦尼·库尔（Lenny Kuhr，1950），歌手
- 蒂内克·巴特尔斯（Tineke Bartels，1951），马术运动员
- 弗朗索瓦·范·克勒伊斯代克（François van Kruijsdijk，1952），游泳运动员
- 保罗·哈尔赫伊斯（Paul Haarhuis，1966），网球运动员，双打全满贯获得者
- 里克·斯米茨（1966）, 美国NBA联盟篮球运动员
- 帕特里克·洛德韦克斯（Patrick Lodewijks ，1967），足球门将
- 菲利浦·科库（1970），飞利浦埃因霍温足球队
- 马赫耶·特文（Margje Teeuwen，1974），曲棍球运动员
- 伊姆克·巴特尔斯（Imke Bartels，1977），马术运动员
- 克里斯蒂安·阿尔伯斯（1979）, F1赛车手
- 隆内克·恩厄尔（Lonneke Engel，1981），时尚名模
- 罗布·雷克斯（Rob Reckers，1981）,  曲棍球运动员
- 科尔·弗林德（Cor Vriend，1949），长跑运动员
- 克拉斯-埃里克·兹韦林（Klaas-Erik Zwering，1981），游泳运动员
- 桑德尔·范·多恩（1979），DJ , 浩室音樂創作人
- 罗伯特·范·埃因霍温 SIV HD (1991)，知名youtuber，慈善家